# Odinophora melanoptera
Odinophora melanoptera là một loài tò vò trong họ Ichneumonidae.